# 다이난주

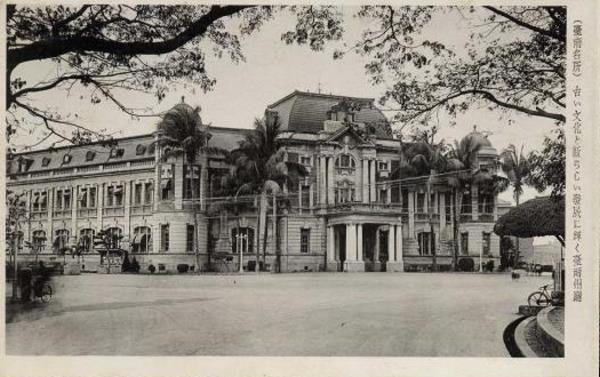
옛 다이난주 청사 (현재는 국립대만문학관 청사로 사용되고 있음)

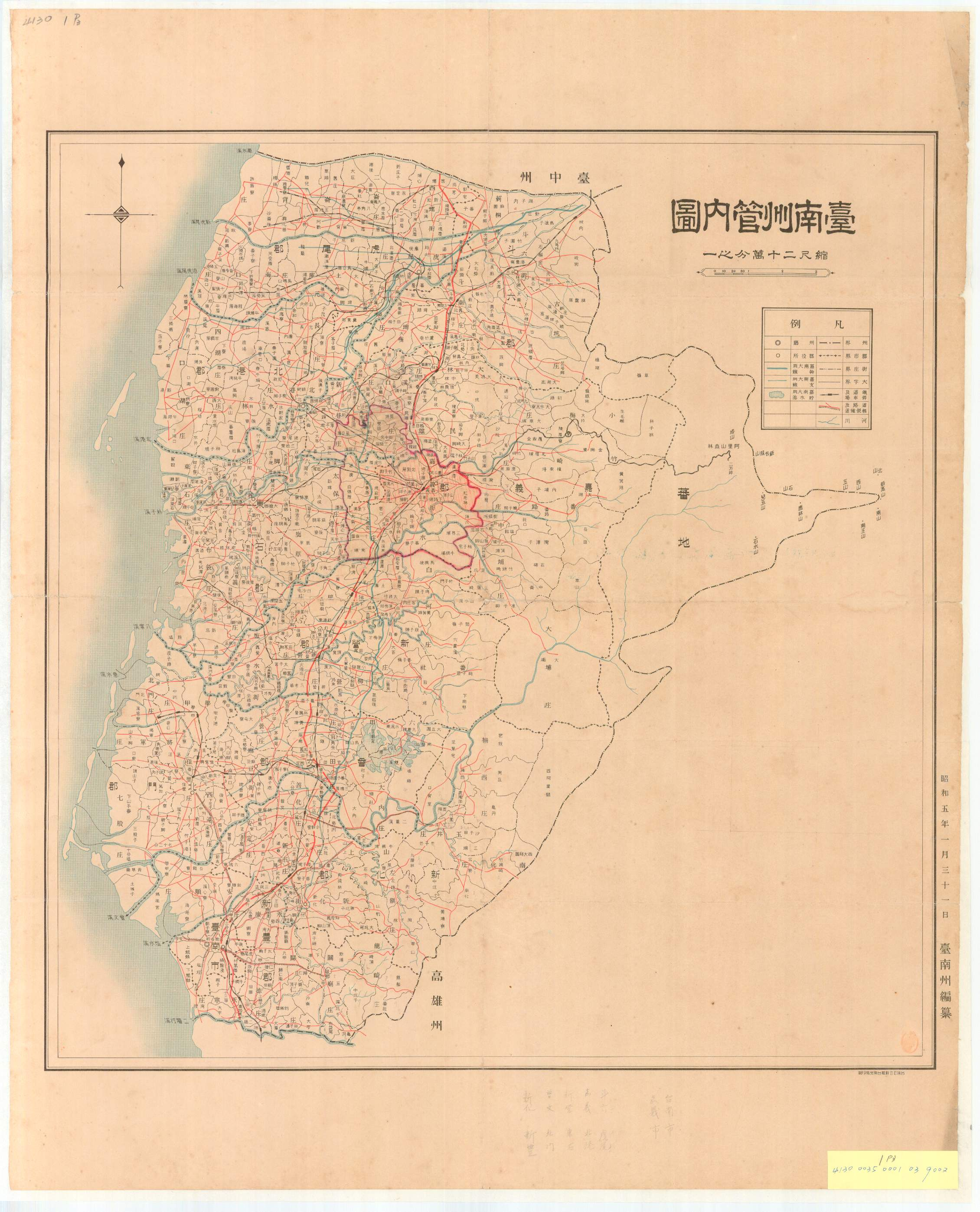
다이난주 지도

다이난주(일본어: 臺南州 / 台南州, たいなんしゅう 다이난슈[*])는 일본 제국 치하의 대만 시대(대만일치시기)였던 1920년 9월부터 1945년 10월까지 존재했던 행정 구역 가운데 하나로 주청 소재지는 다이난시(현재의 타이난시)이며 면적은 5,421.46km2(1940년 당시 기준), 인구는 1,487,999명(1940년 당시 기준), 인구 밀도는 274.5명/km2이다. 현재의 타이난시, 자이시, 자이현, 윈린현에 걸쳐 있었으며 걸쳐 있었으며 2개 시, 10개 군을 관할했다.

## 인구
인구는 1941년(쇼와 16년)에 실시된 인구 조사를 기준으로 한다.
- 전체 인구: 1,550,695명
  - 일본인: 53,446명
  - 대만인: 1,489,621명
  - 조선인: 253명
  - 그 외의 민족: 7,375명

## 행정 구역
행정 구역은 1945년(쇼와 20년) 당시를 기준으로 한다.
- 다이난시 (臺南市, 타이난시)
  - 니토요군 (新豊郡)
    - 진토쿠장(人德庄), 기진장(歸仁庄), 간뵤장(關廟庄), 다쓰자키장(龍崎庄), 에이코장(永康庄), 안준장(安順庄)

  - 신카군 (新化郡)
    - 신카가(新化街), 젠카가(善化街), 신시장(新市庄), 안테이장(安定庄), 야마카미장(山上庄), 다마이장(玉井庄), 난세이장(楠西庄), 난카장(南化庄), 사친장(左鎭庄)

  - 소분군 (曾文郡)
    - 마토가(麻豆街), 가에이장(下營庄), 롯코장(六甲庄), 간덴장(官田庄), 오우치장(大內庄)

  - 호쿠몬군 (北門郡)
    - 가리가(佳里街), 세이코장(西港庄), 시치코장(七股庄), 쇼군장(將軍庄), 호쿠몬장(北門庄), 갓코장(學甲庄)

  - 신에이군 (新營郡)
    - 신에이가(新營街), 엔스이가(鹽水街), 시라카와장(白河庄), 류에이장(柳營庄), 고헤키장(後壁庄), 반샤장(番社庄)
- 가기시 (嘉義市, 자이시)
  - 가기군 (嘉義郡)
    - 다이린가(大林街), 미즈카미장(水上庄), 다미오장(民雄庄), 신코장(新巷庄), 게이코장(溪口庄), 고메장(小梅庄), 다케사키장(竹崎庄), 반로장(番路庄), 주호장(中埔庄), 다이호장(大埔庄), 번지(蕃地)

  - 도로쿠군 (斗六郡)
    - 도로쿠가(斗六街), 도난가(斗南街), 고코장(古坑庄), 다이히장(大埤庄), 시도장(莿桐庄)

  - 고비군 (虎尾郡)
    - 고비가(虎尾街), 세이라가(西螺街), 도코장(土庫街), 지린장(二崙庄), 론바이장(崙背庄), 가이코장(海口庄)

  - 호쿠코군 (北港郡)
    - 호쿠코가(北港街), 간초장(元長庄), 시코장(四湖庄), 고코장(口湖庄), 스이린장(水林庄)

  - 도세키군 (東石郡)
    - 보쿠시가(朴子街), 롯캬쿠장(六脚庄), 도세키장(東石庄), 호테이장(布袋庄), 로쿠소장(鹿草庄), 다이호장(太保庄), 기치쿠장(義竹庄)

## 같이 보기
- 일본 제국 치하의 대만의 행정 구역
- 대만일치시기
- 대만의 행정 구역